# Silanió
Silanió (Silanion, Σιλανίων) (vers 327 aC) fou un destacat escultor grec en bronze esmentat per Plini.
Pertanyia, segurament, a l'escola àtica tardana. Les seves estàtues són de dues menes: escultures ideals i escultures reals; les primeres eren les dels déus i herois, i les segones, de persones que existien reproduïdes tal com eren. Entre les primeres cal esmentar les estàtues de Jocasta, Aquil·les i Teseu, i entre les segones, les de Safo i Corinna. Se sap que també va fer una estàtua de Plató, de l'escultor Apol·lodor i d'alguns atletes, entre els quals hi ha els vencedors olímpics Sàtir d'Elis, Telestes de Messene i Demarat de Messene.